# Mr. Patman
Mr. Patman è un film del 1980 diretto da John Guillermin.
È un film drammatico canadese con James Coburn, Kate Nelligan e Fionnula Flanagan.

## Produzione
Il film, diretto da John Guillermin su una sceneggiatura di Thomas Hedley Jr., fu prodotto da William T. Marshall e Henk Van der Kolk per la Film Consortium of Canada e girato a Vancouver dal 3 dicembre 1979 al 6 febbraio 1980.

## Distribuzione
Il film fu presentato al Toronto Film Festival in première il 5 settembre 1980. Fu poi distribuito per l'home video con il titolo Crossover.
Altre distribuzioni:
- in Francia il 22 aprile 1981
- in Finlandia il 29 gennaio 1982 (Mr. Patman - yöhoitaja)
- in Ungheria (Kiút az őrületből)
- in Brasile (A Outra Face da Razão)
- negli Stati Uniti (Crossover, per l'home video)
- nel Regno Unito (Crossover, per l'home video)